# Serie Mundial de 1919
La Serie Mundial de 1919 fue la decimosexta edición de la serie final de postemporada de las Grandes Ligas de Béisbol. En ella se enfrentaron los Chicago White Sox, campeones de la Liga Americana, y los Cincinnati Reds, campeones de la Liga Nacional. Fueron las segundas World Series celebradas al mejor de nueve partidos y las primeras desde 1903. Los Reds se llevaron la eliminatoria por 5-3, logrando así el primer título mundial de su historia.
Esta Serie Mundial pasó a la historia por el Escándalo de los Medias Negras, en el que ocho jugadores de los White Sox amañaron la eliminatoria dejándose perder a cambio de un total de cien mil dólares procedentes del crimen organizado.

## Desarrollo

### Juego 1
| Equipo     | 1 | 2 | 3 | 4 | 5 | 6 | 7 | 8 | 9 | C | H  | E |
| ---------- | - | - | - | - | - | - | - | - | - | - | -- | - |
| Chicago    | 0 | 1 | 0 | 0 | 0 | 0 | 0 | 0 | 0 | 1 | 6  | 1 |
| Cincinnati | 1 | 0 | 0 | 5 | 0 | 0 | 2 | 1 | X | 9 | 14 | 1 |

LG: Walter "Dutch" Ruether (1–0)  LP: Eddie Cicotte (0–1)  

### Juego 2
| Equipo     | 1 | 2 | 3 | 4 | 5 | 6 | 7 | 8 | 9 | C | H  | E |
| ---------- | - | - | - | - | - | - | - | - | - | - | -- | - |
| Chicago    | 0 | 0 | 0 | 0 | 0 | 0 | 2 | 0 | 0 | 2 | 10 | 1 |
| Cincinnati | 0 | 0 | 0 | 3 | 0 | 1 | 0 | 0 | X | 4 | 4  | 3 |

LG: Harry "Slim" Sallee (1–0)  LP: Lefty Williams (0–1)  

### Juego 3
| Equipo     | 1 | 2 | 3 | 4 | 5 | 6 | 7 | 8 | 9 | C | H | E |
| ---------- | - | - | - | - | - | - | - | - | - | - | - | - |
| Cincinnati | 0 | 0 | 0 | 0 | 0 | 0 | 0 | 0 | 0 | 0 | 3 | 1 |
| Chicago    | 0 | 2 | 0 | 1 | 0 | 0 | 0 | 0 | X | 3 | 7 | 0 |

LG: Dickie Kerr (1–0)  LP: Ray Fisher (0–1)  

### Juego 4
| Equipo     | 1 | 2 | 3 | 4 | 5 | 6 | 7 | 8 | 9 | C | H | E |
| ---------- | - | - | - | - | - | - | - | - | - | - | - | - |
| Cincinnati | 0 | 0 | 0 | 0 | 2 | 0 | 0 | 0 | 0 | 2 | 5 | 2 |
| Chicago    | 0 | 0 | 0 | 0 | 0 | 0 | 0 | 0 | 0 | 0 | 3 | 2 |

LG: Jimmy Ring (1–0)  LP: Eddie Cicotte (0–2)  

### Juego 5
| Equipo     | 1 | 2 | 3 | 4 | 5 | 6 | 7 | 8 | 9 | C | H | E |
| ---------- | - | - | - | - | - | - | - | - | - | - | - | - |
| Cincinnati | 0 | 0 | 0 | 0 | 0 | 4 | 0 | 0 | 1 | 5 | 4 | 0 |
| Chicago    | 0 | 0 | 0 | 0 | 0 | 0 | 0 | 0 | 0 | 0 | 3 | 3 |

LG: Hod Eller (1–0)  LP: Lefty Williams (0–2)  

### Juego 6
| Equipo     | 1 | 2 | 3 | 4 | 5 | 6 | 7 | 8 | 9 | 10 | C | H  | E |
| ---------- | - | - | - | - | - | - | - | - | - | -- | - | -- | - |
| Chicago    | 0 | 0 | 0 | 0 | 1 | 3 | 0 | 0 | 0 | 1  | 5 | 10 | 3 |
| Cincinnati | 0 | 0 | 2 | 2 | 0 | 0 | 0 | 0 | 0 | 0  | 4 | 11 | 0 |

LG: Dickie Kerr (2–0)  LP: Jimmy Ring (1–1)  

### Juego 7
| Equipo     | 1 | 2 | 3 | 4 | 5 | 6 | 7 | 8 | 9 | C | H  | E |
| ---------- | - | - | - | - | - | - | - | - | - | - | -- | - |
| Chicago    | 1 | 0 | 1 | 0 | 2 | 0 | 0 | 0 | 0 | 4 | 10 | 1 |
| Cincinnati | 0 | 0 | 0 | 0 | 0 | 1 | 0 | 0 | 0 | 1 | 7  | 4 |

LG: Eddie Cicotte (1–2)  LP: Harry "Slim" Sallee (1–1)  

### Juego 8
| Equipo     | 1 | 2 | 3 | 4 | 5 | 6 | 7 | 8 | 9 | C  | H  | E |
| ---------- | - | - | - | - | - | - | - | - | - | -- | -- | - |
| Cincinnati | 4 | 1 | 0 | 0 | 1 | 3 | 0 | 1 | 0 | 10 | 16 | 2 |
| Chicago    | 0 | 0 | 1 | 0 | 0 | 0 | 0 | 4 | 0 | 5  | 10 | 1 |

LG: Hod Eller (2–0)  LP: Lefty Williams (0–3)  
HRs:  CWS – Joe Jackson (1)
|                                                         |
| Campeón de las Grandes Ligas Cincinnati Reds 1.º título |